# Cumpston Glacier
Cumpston Glacier är en glaciär i Antarktis. Den ligger i Västantarktis. Argentina, Chile och Storbritannien gör anspråk på området. Cumpston Glacier ligger 202 meter över havet.
Terrängen runt Cumpston Glacier är varierad. Trakten är obefolkad. Det finns inga samhällen i närheten.